# Comuna Zașkiv, Jovkva
Zașkiv (în ucraineană Зашків) este o comună în raionul Jovkva, regiunea Liov, Ucraina, formată din satele Zarudți, Zașkiv (reședința) și Zavadiv.

## Demografie
Componența lingvistică a comunei Zașkiv
     Ucraineană (99,54%)
     Alte limbi (0,38%)
Conform recensământului din 2001, majoritatea populației comunei Zașkiv era vorbitoare de ucraineană (99,54%), existând în minoritate și vorbitori de alte limbi.